# 초정행궁
초정행궁은 세종대왕이 한글창제 마무리 및 안질치료를 위해 1444년 121일간 초정에 행궁(行宮)을 짓고 머물렀던 이러한 역사적 사실에 근거를 바탕으로 고궁 전문가들의 자문을 거쳐 궁궐건축 요소를 가미하고 지형에 따른 공간위계를 고려해 문화공원과 조화를 이루도록 조성하였다.

## 상세
초정행궁은 전시관, 독서당, 한옥체험관, 전통찻집, 초정원탕행각, 초정약수체험관 등 시설을 운영하고 있다.
- 전시관 – 전시관에는 세종대왕의 업적과 애민정신, 세종대왕이 초정에 머물렀을 당시 초정지역 주민들과의 에피소드를 애니메이션, 전시패널, 터치스크린, 디오라마 등 다양한 전시물로 재연해 놓아 이용객들이 초정에서 생활하였던 세종대왕의 모습을 친근하게 느낄 수 있도록 구성하였다.

- 독서당 – 세종대왕의 학문에 대한 열정을 고스란히 담아낸 독서당에는 훈민정음, 월인천강지곡, 용비어천가 등 한글 창제와 관련된 대표적인 고서들을 전시해놓았을 뿐만 아니라 세종대왕과 관련된 역사·과학·건강 등 다양한 분야의 서적 1,600여권을 비치하여 방문객 누구나 자유롭게 독서를 즐기면서 세종대왕의 숨결을 느낄 수 있는 공간을 조성하였다.

- 초정원탕행각 – 초정원탕행각은 톡 쏘고 알싸한 약수의 물맛을 가진 초정약수를 이용한 야외 족욕체험 시설로 초정행궁을 방문한 이용객이라면 누구나 무료로 이용할 수 있는 시설이다. 개방감이 좋은 야외에서 화강암층에서 솟아오르는 초정광천수에 발을 담그고 세종대왕의 숨결을 느끼며 일상의 스트레스를 해소하고 힐링을 할 수 있어 많은 이용객들이 찾고 있는 초정행궁 내 최고 명소 중 하나라고 할 수 있다.

- 수라간 – 임금님 수라상을 준비하는 공간인 수라간이 초정행궁에도 마련돼 있다. 청주 전통조리서인 ‘반찬등속’요리와 궁중요리 시식 체험, ‘반찬등속’모형 전시 등 전통요리 관련 체험 프로그램 등이 있다.

- 한옥체험관 – 초정행궁 내에는 일반시민들도 한옥숙박시설을 이용할 수 있도록 한옥체험관 6개동 12개실을 운영 중에 있다.

초정약수는  조선시대 지리서인 ‘신증동국여지승람’에 ‘초수 고을 청주 동쪽 39리에 있는 그 맛이 후추 같으면서 차고, 그 물에 목욕을 하면 병이 낫는다. 세종과 세조가 일찍이 이곳에 행차한 일이 있다.’라고 ‘초정’에 대해 기록되어 있으며 ‘후추처럼 톡 쏘는 물이 나오는 우물’이라는 뜻의 초정약수는 땅 속 깊은 곳의 화강암층에서 솟아나는 탄산수로 각종 미네랄이 풍부하여 세계광천학회에서는 미국 샤스터 광천, 영국 나포리나스 광천과 함께 세계 3대 광천의 하나로 꼽을 뿐만 아니라 미국식품의약국(FDA)의 검사에서도 고혈압, 위장병, 당뇨병, 안질, 피부병 등에 효과가 있는 것으로 인정받기도 했다.